# Antonio Oppes
Antonio Oppes (né le 26 août 1916 à Pozzomaggiore et mort le 8 juin 2002 à Rome) est un cavalier italien.

## Biographie
Antonio Oppes est membre de l'équipe olympique d'Italie de saut d'obstacles qui est médaillée de bronze aux Jeux olympiques d'été de 1960 à Rome.